# Col de Grosse Pierre
Pour les articles homonymes, voir Grosse Pierre.
Le col de Grosse Pierre  est un col du massif des Vosges à 954 mètres d'altitude. Il est situé dans le département des Vosges et relie La Bresse à Gérardmer.

## Toponymie

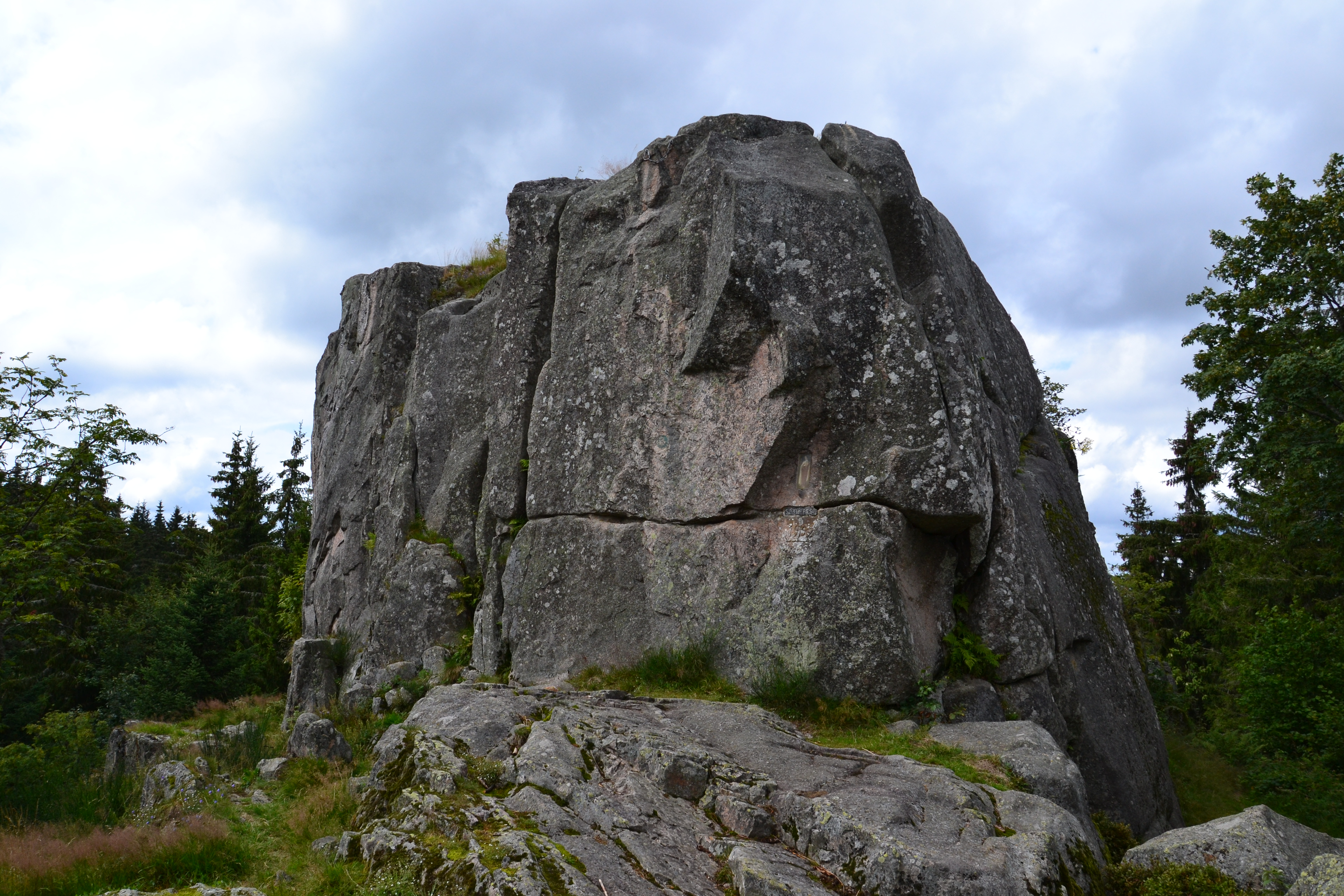
Le rocher du Moutier des Fées.

Le nom « Grosse Pierre » pourrait être lié à la présence du gros bloc rocheux du Moutier des Fées[réf. souhaitée] situé à 800 m au sud-ouest du col à 1 062 m d'altitude. Il pourrait aussi provenir des affleurements de roche présents au col[réf. souhaitée] qui ont été exploités dans le passé pour la production de granite.

## Géographie
Le col de Grosse Pierre relie au plus court, par la D 486, deux communes du département des Vosges, La Bresse et Gérardmer. En venant de Gérardmer, le col de Grosse Pierre est précédé d'un premier col, le col du Haut de la Côte (799 mètres) qui amène au lieu-dit Les Bas-Rupts dans la vallée du Bouchot qui s'écoule vers Rochesson. Aux Bas-Rupts, l'ascension proprement dite du col de Grosse Pierre commence à 756 m d'altitude au niveau du pont qui enjambe le Bouchot. Depuis La Bresse, l'ascension débute du centre à environ 640 m d'altitude, au rond-point marquant l'intersection de la D 486 et la D 34.

## Histoire
Le granite était exploité dans de petites carrières au col. 

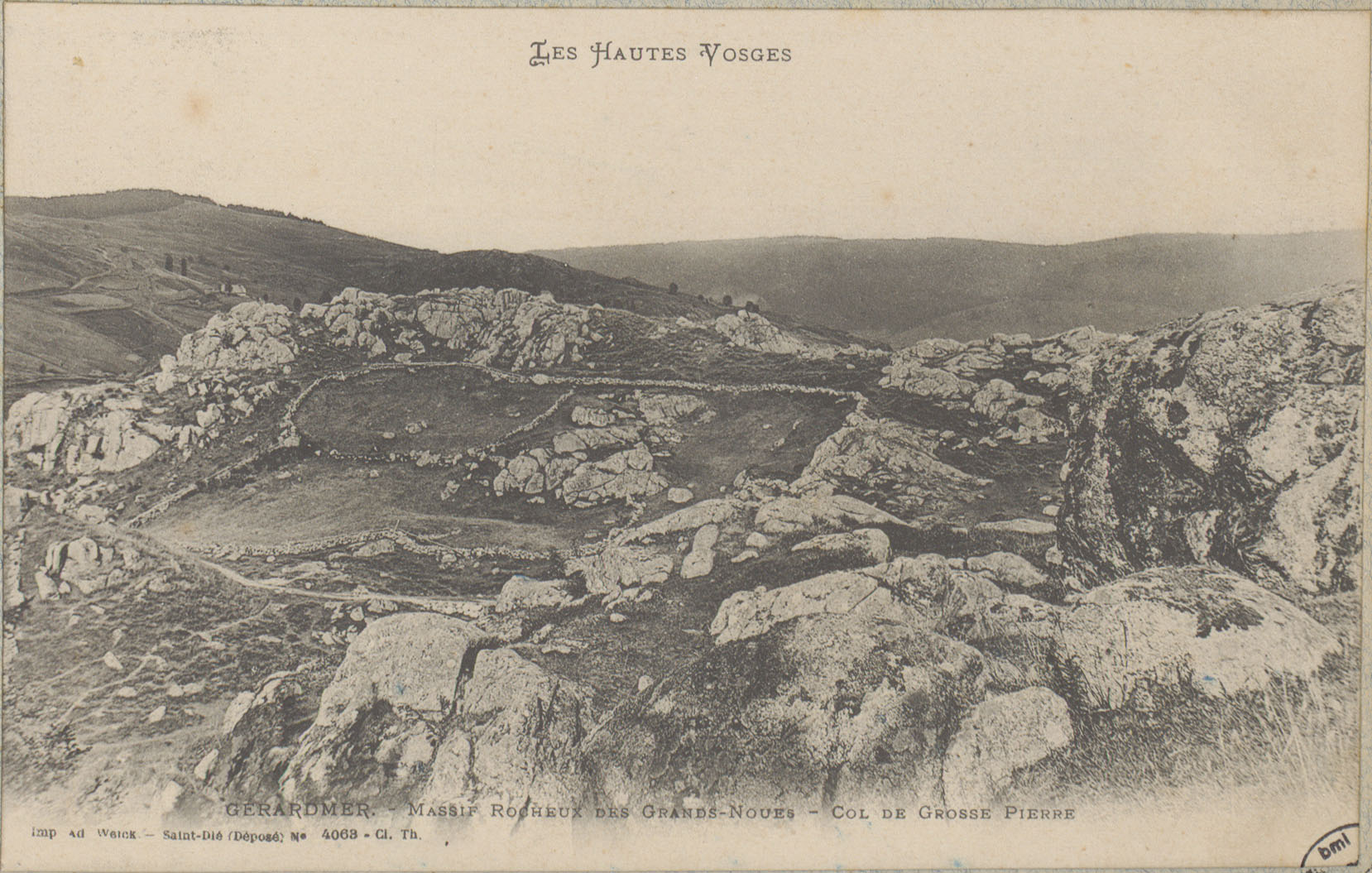
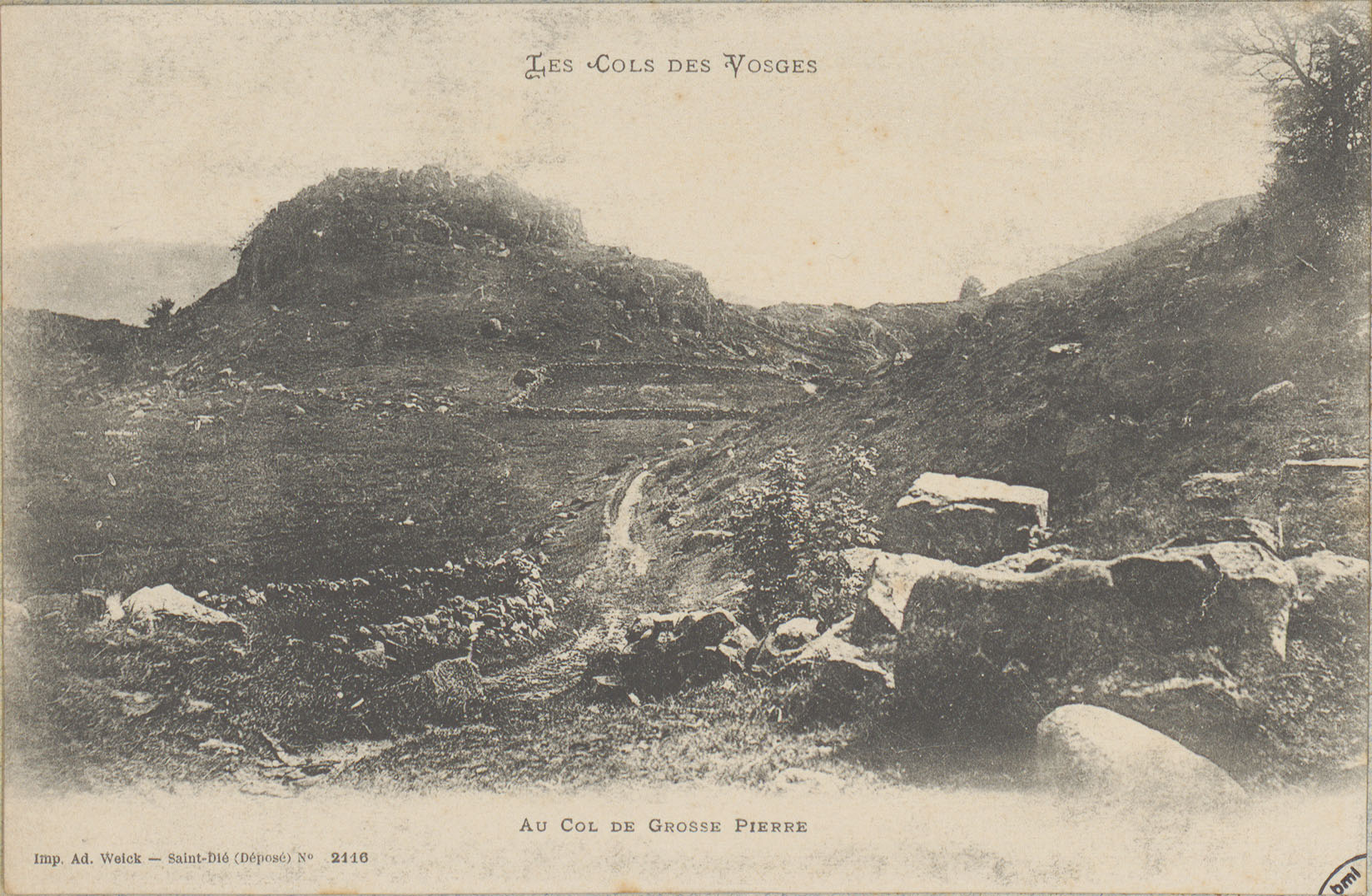
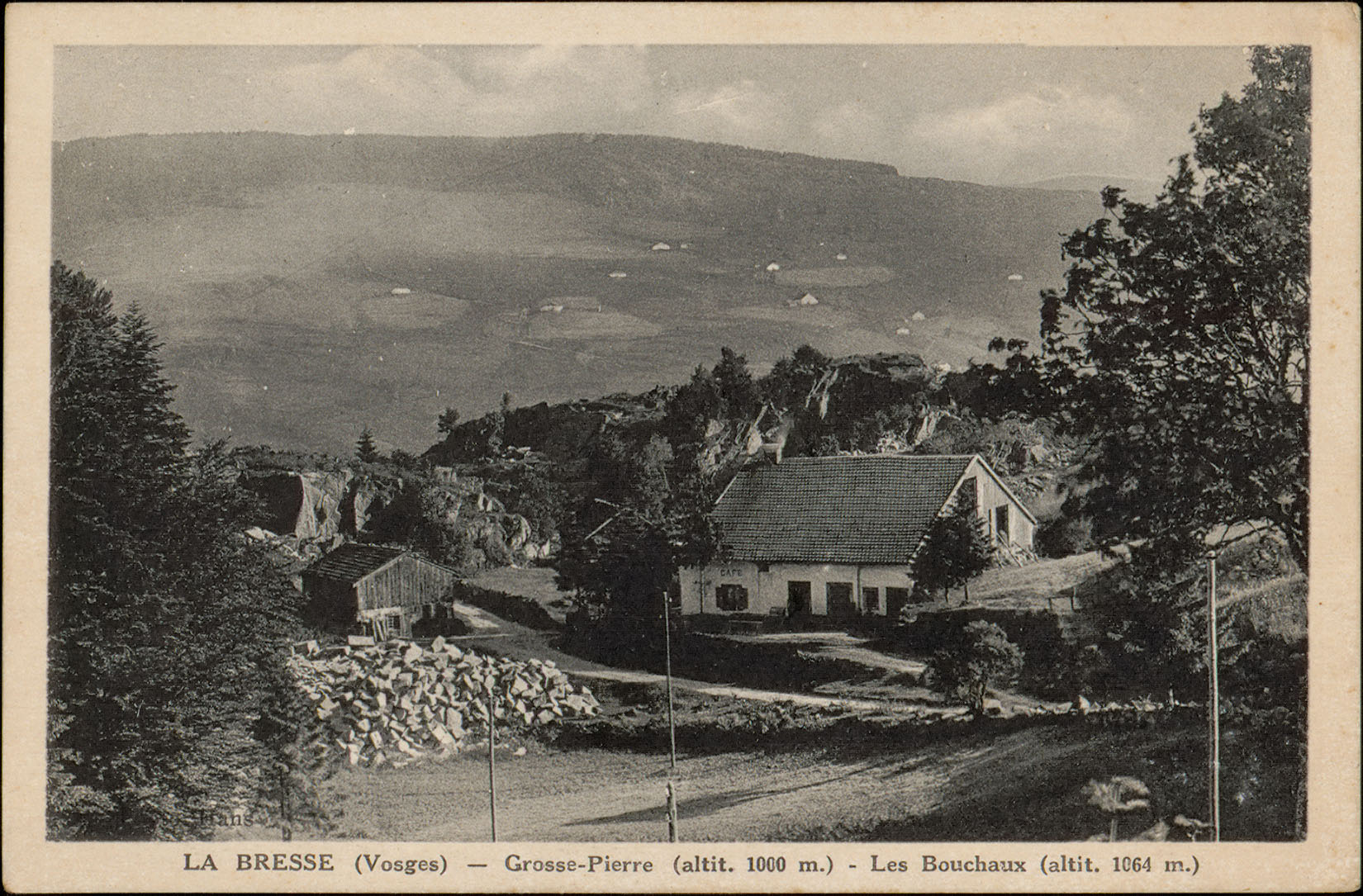
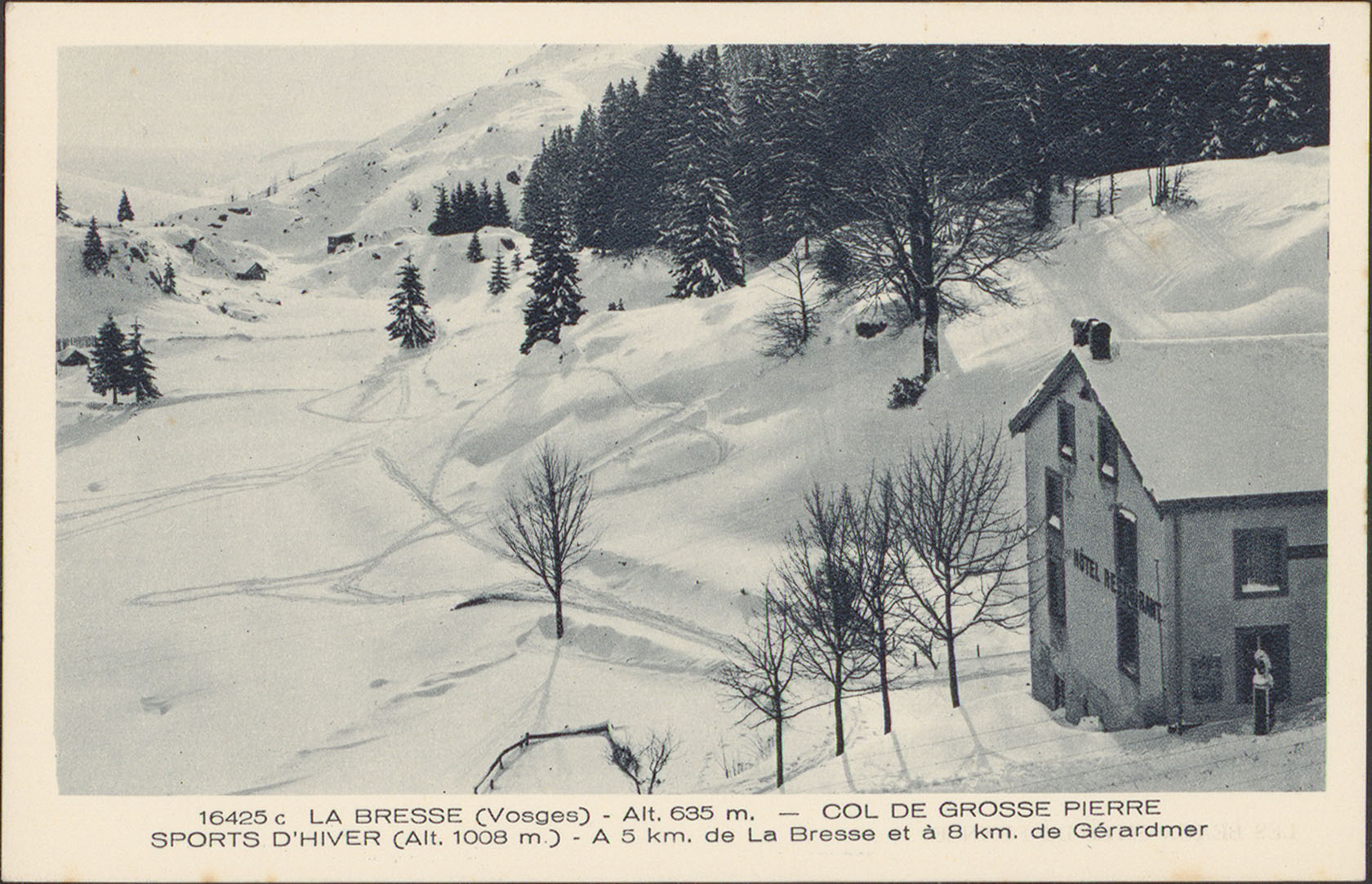

Aujourd'hui, il existe toujours une carrière en activité, située en contrebas du Moutier des Fées dans la traverse de Grosse Pierre, qui produit du granit gris bleu des Vosges.

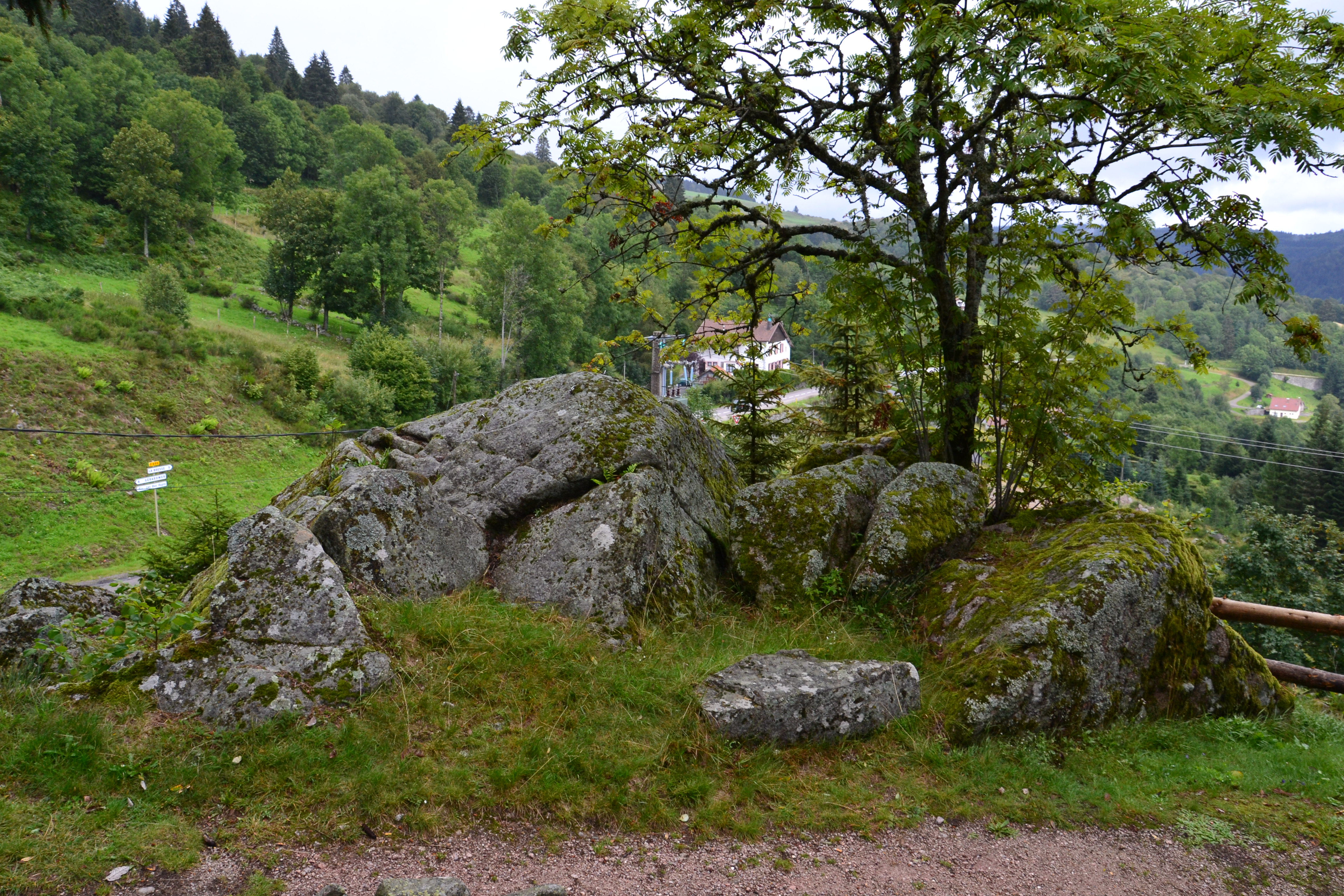
Affleurement rocheux surplombant la route au col.
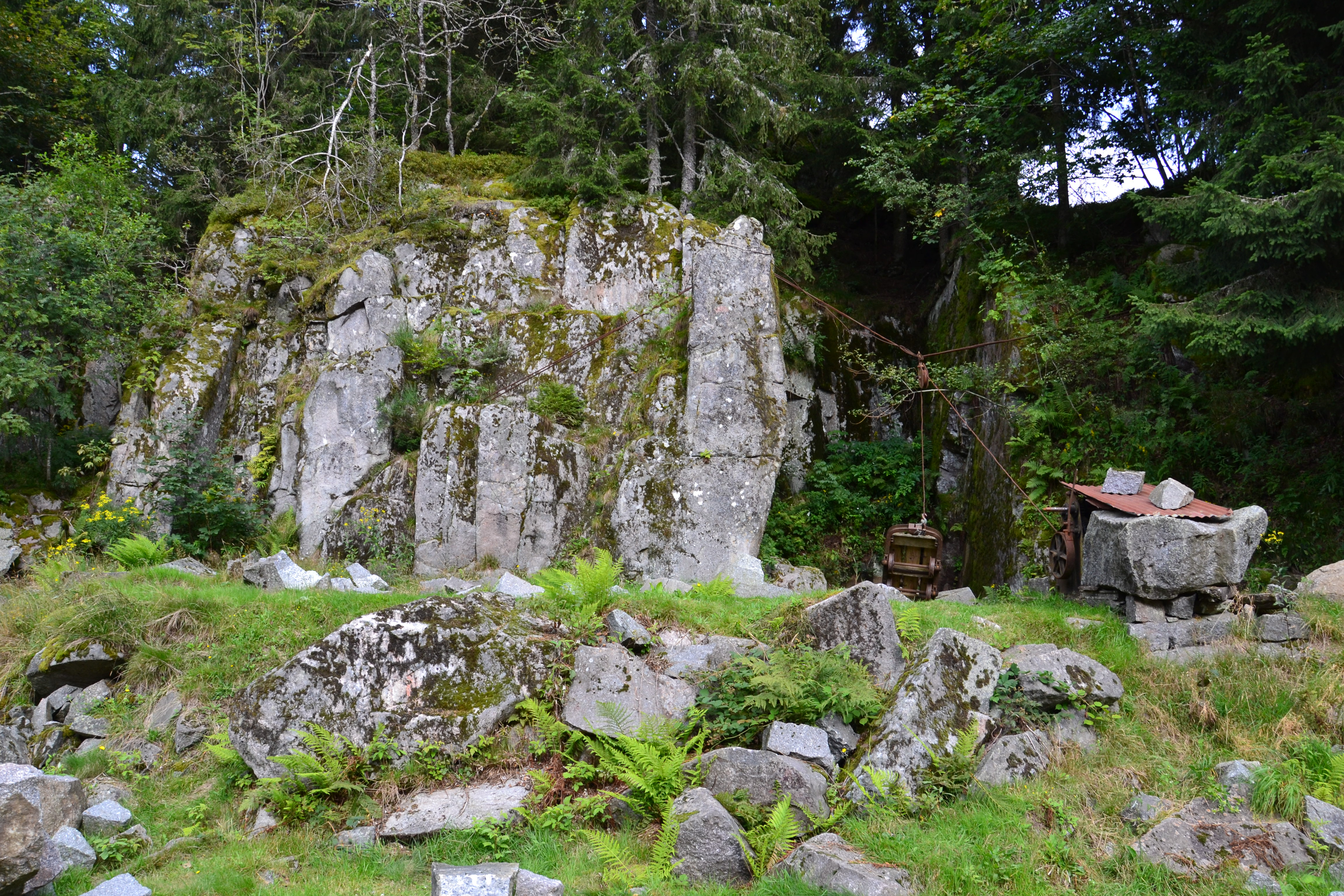
Ancienne carrière de granite au col.
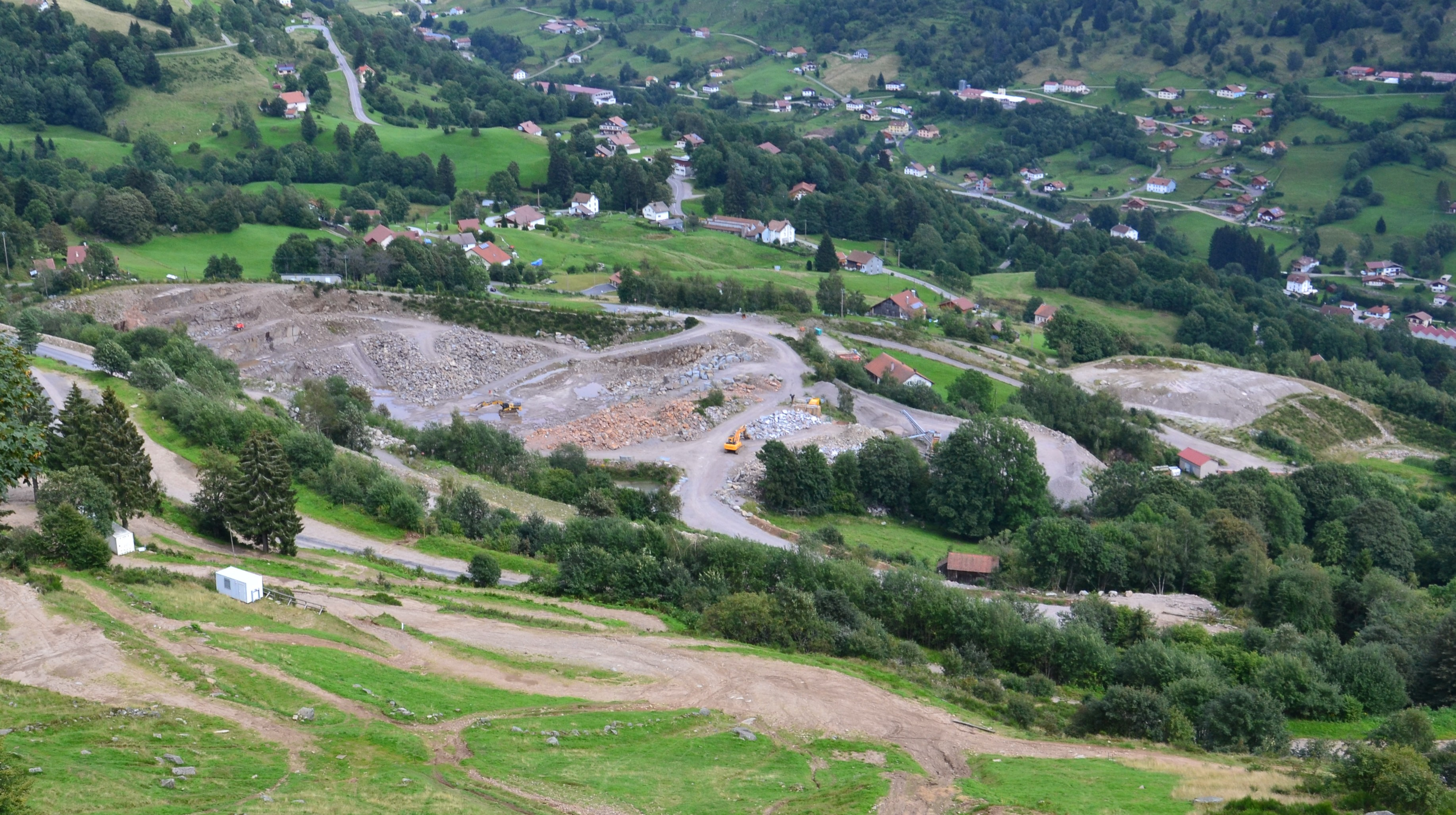
Carrière de granite en activité.

## Activités

### Sports de loisirs

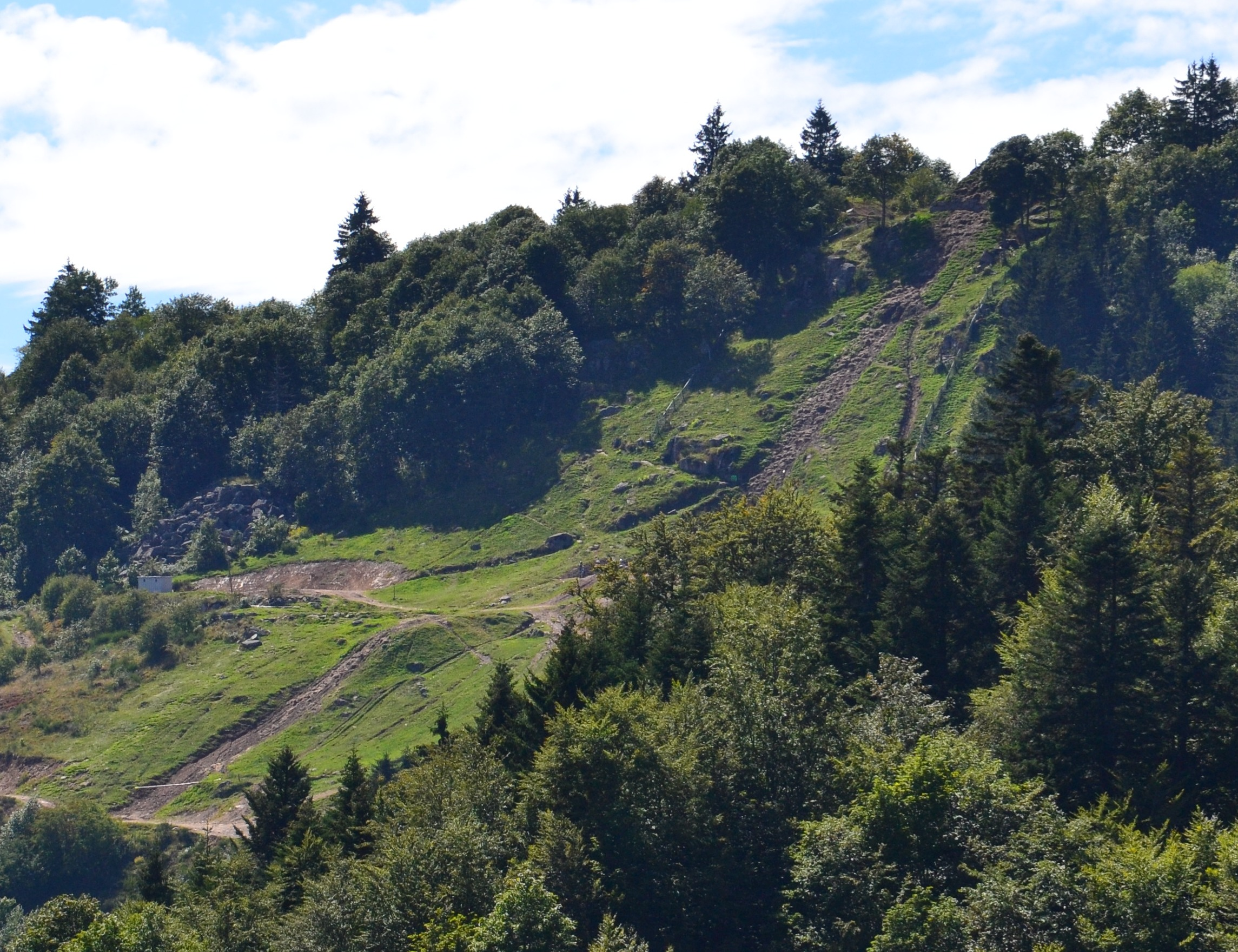
La piste de montée impossible du Moutier des Fées à proximité du col.

Les activités motocyclistes sont nombreuses et diverses à proximité du col, avec une école de trial et une piste de montée impossible située au Moutier des Fées. Les sports d'hiver sont également représentés : une piste de ski de fond emprunte le pont placé au-dessus de la route au tout début de la descente vers La Bresse.

### Tour de France

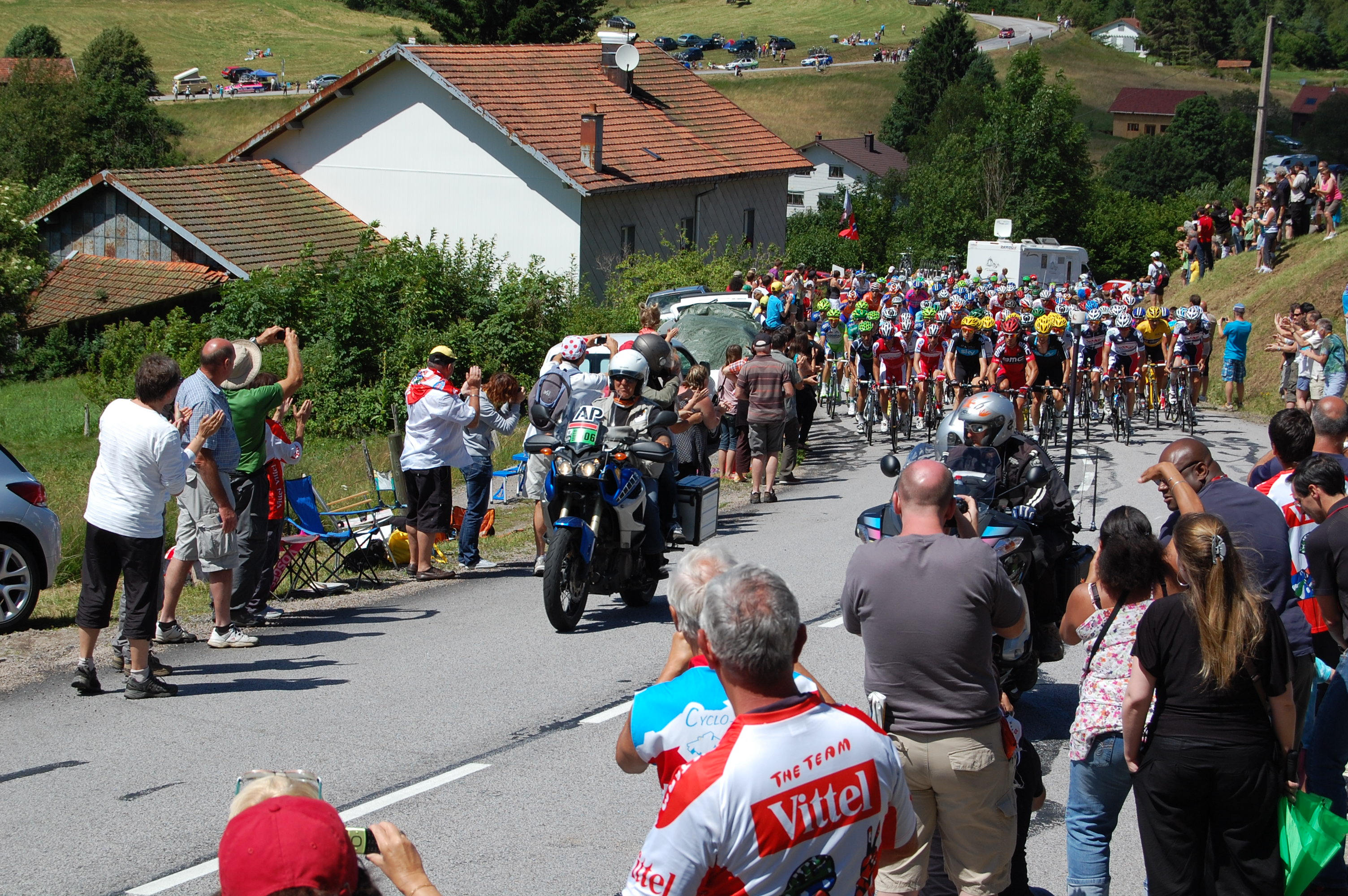
Passage du peloton lors de la 7e étape du Tour de France 2012.

Le col de Grosse Pierre a été franchi pour la première fois par le Tour de France 1913. C'est Lucien Petit-Breton qui passe en tête. Lors de la 8e étape du Tour 2014, le col est classé en 2e catégorie car la difficulté de la montée depuis La Bresse a été augmentée en passant par les pentes raides de la Traverse de la Roche et la Route du Droit (un passage à 16 %).
| Année | Étape | Catégorie | Leader au sommet     |
| ----- | ----- | --------- | -------------------- |
| 2023  | 20    | 2         | Giulio Ciccone       |
| 2022  | 7     | 3         | Simon Geschke        |
| 2014  | 8     | 2         | Blel Kadri           |
| 2012  | 7     | 3         | Chris Anker Sørensen |
| 2005  | 9     | 3         | Michael Rasmussen    |
| 1979  | 13    | 3         | Bernard Vallet       |
| 1969  | 5     |           | Rudi Altig           |
| 1952  | 8     |           | José Pérez Llácer    |
| 1914  | 13    |           | Jean Alavoine        |
| 1913  | 13    |           | Lucien Petit-Breton  |